# Экс-ББ
«Экс-ББ» — советский и российский ансамбль музыкальной эксцентрики и пародии.

## История
Группа «Экс-ББ» появилась в 1989 году в Москве, отделившись от пародийного коллектива «Бим-Бом», созданного цирковым артистом и режиссёром Валерием Лёвушкиным в 1980 году. Вначале новый коллектив носил название «Экс-Бим-Бом».
В первоначальный состав группы входили: Александр Калинин, Гия Гагуа, Александр Озеров и Вадим Сорокин.
Первые номера — «Задушевная ария Отелло», «Грузинский хор», «Русский наигрыш» («Рашен рок»). Группа «Экс-ББ» участвовала в юмористических фестивалях, таких как «Золотой Остап» в Петербурге (1990, 1992, 1995), «Одесская юморина» (1997), «Море смеха» в Риге (1997) и др.
В 2003 году в ГЦКЗ «Россия» состоялся первый бенефис группы.
Участники группы неоднократно давали гастроли как по России, так и за рубежом.
Группа «Экс-ББ» стала постоянным участником телепередач «Аншлаг», «Смехопанорама», «Место встречи», «Смешные люди».

## Известные номера
- «Дискотека XX века» (пародии на известные песни XX века, начиная с «Конфетки-бараночки» и заканчивая «Убили негра»)
- «Грузинский хор»
- «Русский наигрыш» («Рашен рок»)
- «Хит-парад за 30 лет» (пародии на Муслима Магомаева, Эдиту Пьеху, Иосифа Кобзона, Кола Бельды и других)
- «Сим-сим, откройся» (пародия на Аркадия Укупника и группу Army Of Lovers)
- «Страшная история» (по мотивам песен Кая Метова)
- «„Красная Шапочка“ в постановке театра кабуки» (по мотивам песен на стихи Ларисы Рубальской; стиль номера — отсылка к тому, что Рубальская является переводчицей с японского языка)
- «Дети Розенбаума» (по мотивам песен Александра Розенбаума)
- «Бабки-ёжки» (пародии на песни группы «Агата Кристи», Алсу, Жанны Агузаровой и других)
- «Три тенора» (по мотивам песен Игоря Крутого)
- «Валентин» (пародии на Валентина Юдашкина, а также на Александра Буйнова, Александра Малинина, Аллу Пугачёву, Филиппа Киркорова, Бориса Моисеева и Валерия Леонтьева)
- «Как хотела меня мать» (пародии на Надежду Кадышеву, а также на ДеЦла, Витаса, Олега Газманова, Николая Баскова, Сосо Павлиашвили)
- «Не виноватая я» (по мотивам одноимённой песни группы «Фабрика», пародии на Александра Герцена, Владимира Ленина, Карла Маркса и футболиста Жо)
- «Олимпиада» (пародии на Владимира Преснякова, группу «Дюна», Надежду Бабкину, Александра Малинина, и других)

## Смерть Вадима Сорокина
В последний раз Вадим Сорокин (19 апреля 1959 — 6 марта 2007) участвовал в концерте «Экс-ББ» за три недели до смерти. Сильно похудел, плохо себя чувствовал, но продолжал выходить на сцену, и только когда стало совсем плохо, остался дома. Скончался от последствий меланомы глаза 6 марта 2007 года, похоронен в Москве на Хованском кладбище.

## Нэкст-ББ
Александр Калинин и Александр Озеров создали свой коллектив — группу «Нэкст-ББ», которая не только продолжила традиции группы «Экс-ББ», но и привнесла в творчество группы много нового — открыла новый творческий этап, учитывая современные реалии жизни, смену объектов пародий на эстраде и пр.
Для пополнения состава группы Александр Озеров и Александр Калинин привлекли много новых артистов.
В 2012 году старые участники группы — Александр Калинин, Гия Гагуа и Александр Озеров вновь объединились. Первый эфир прошёл в декабре того же года в эфире программы «Смеяться разрешается» на телеканале Россия-1.

## Состав
- Гия Гагуа (1989—2007, 2013—2020)
- Вадим Сорокин (1989—2007)